# Casa Mauksch-Hintz
A Casa Mauksch-Hintz ou Casa Hintz (em húngaro Mauksch-Hintz-ház, em alemão Mauksch-Hintz-Haus, em romeno casa Mauksch-Hintz) é um edifício histórico localizado na Praça da União (em romeno Piața Unirii), a praça principal (em húngaro Főtér, em alemão Hauptplatz) do centro de Clausemburgo (em romeno Cluj-Napoca, em húngaro Kolozsvár, em alemão Klausenburg) na Transilvânia. Nomeada após as famílias saxãs Mauksch e Hintz, a primeira farmácia da cidade foi inaugurada em 1573 neste edifício. As famílias eram donas da casa e da farmácia até sua nacionalização pelas autoridades comunistas romenas em 1949. Desde 1954, o nível mais baixo do prédio abriga o Museu da Farmácia da cidade.

## História
A farmácia foi fundada em 1573 e foi a única farmácia da cidade transilvana até 1735. Foi dirigida por diretores por mais de um século. Esses administradores temporários, Provisoren em alemão, eram eleitos pelo conselho municipal e cuidavam dos assuntos em nome da cidade. A cidade vendeu a farmácia por volta de 1700.
O primeiro proprietário privado foi o alemão Jakob Fojth, de Eperies, na Alta Hungria (agora Prešov, Eslováquia). Ele foi seguido pelo zipser (membro da minoria alemã na Alta Hungria) Samuel Schwartz. Seu primo, o farmacêutico Tobias Mauksch (1727-1802), nascido em Käsmark, na Alta Hungria (atual Kežmarok, Eslováquia), comprou a casa em 1749. Desde 1760, a farmácia tem o privilégio imperial do imperador austríaco. Mauksch ocupou cargos públicos e foi membro do Landtag, o parlamento regional da Transilvânia, por quatro anos. Ele, seu filho Tobias Samuel Mauksch (1769-1805) e o filho mais novo Johann Martin Mauksch (1783-1817) dirigiram a farmácia até 1817.
Em 1822, o prédio passou a ser propriedade do diretor da farmácia Dániel Szláby, um farmacêutico húngaro. Sua viúva Eleonora, casada pela primeira vez com Johann Martin Mauksch, deixou a farmácia para sua filha Mathilda Augusta Mauksch, esposa do pastor evangélico luterano Georg Gottlieb Hintz de Schäßburg na Transilvânia (hoje Sighişoara). Seu filho Georg Hintz (1840-1890) assumiu a farmácia e a casa depois de se formar na Universidade de Viena em 1863. A família Hintz, uma das famílias mais proeminentes e ricas da cidade, desempenhou um papel muito ativo na vida pública e social de Clausemburgo. A farmácia chamava-se "Farmácia São Jorge", Sankt-Georgs-Apotheke em alemão e depois Szent György Gyógyszertár em húngaro, mas era conhecida como "farmácia Hintz" pelos habitantes da cidade.
O edifício sobreviveu aos bombardeios da Segunda Guerra Mundial e à captura da cidade pelo Exército Vermelho sem danos. Em 1948, o governo comunista romeno expropriou toda a casa sem indenização e fechou a farmácia. Alguns membros da família Hintz conseguiram ficar em alguns apartamentos do prédio como inquilinos, enquanto outros membros emigraram para a Hungria, os Estados Unidos e o Canadá. O Museu da Farmácia foi fundado em 1954 por iniciativa do historiador médico e farmacêutico Sámuel Izsák (1915–2007). Devido às dificuldades políticas sob o regime de Ceaușescu, os descendentes restantes da família Hintz emigraram para a República Federal da Alemanha (Alemanha Ocidental) na década de 1980. Após a mudança política de 1989, eles iniciaram a restituição da casa.

## Situação actual
Depois de um julgamento que durou quase duas décadas, os descendentes da família Hintz conseguiram recuperar o prédio do Estado romeno. O conteúdo do Museu da Farmácia ficou na posse do Estado, que passou a arrendar o espaço do museu da família. Após a restituição no final dos anos 2010, a família decidiu manter o prédio e iniciou sua renovação.